# 드라큘라

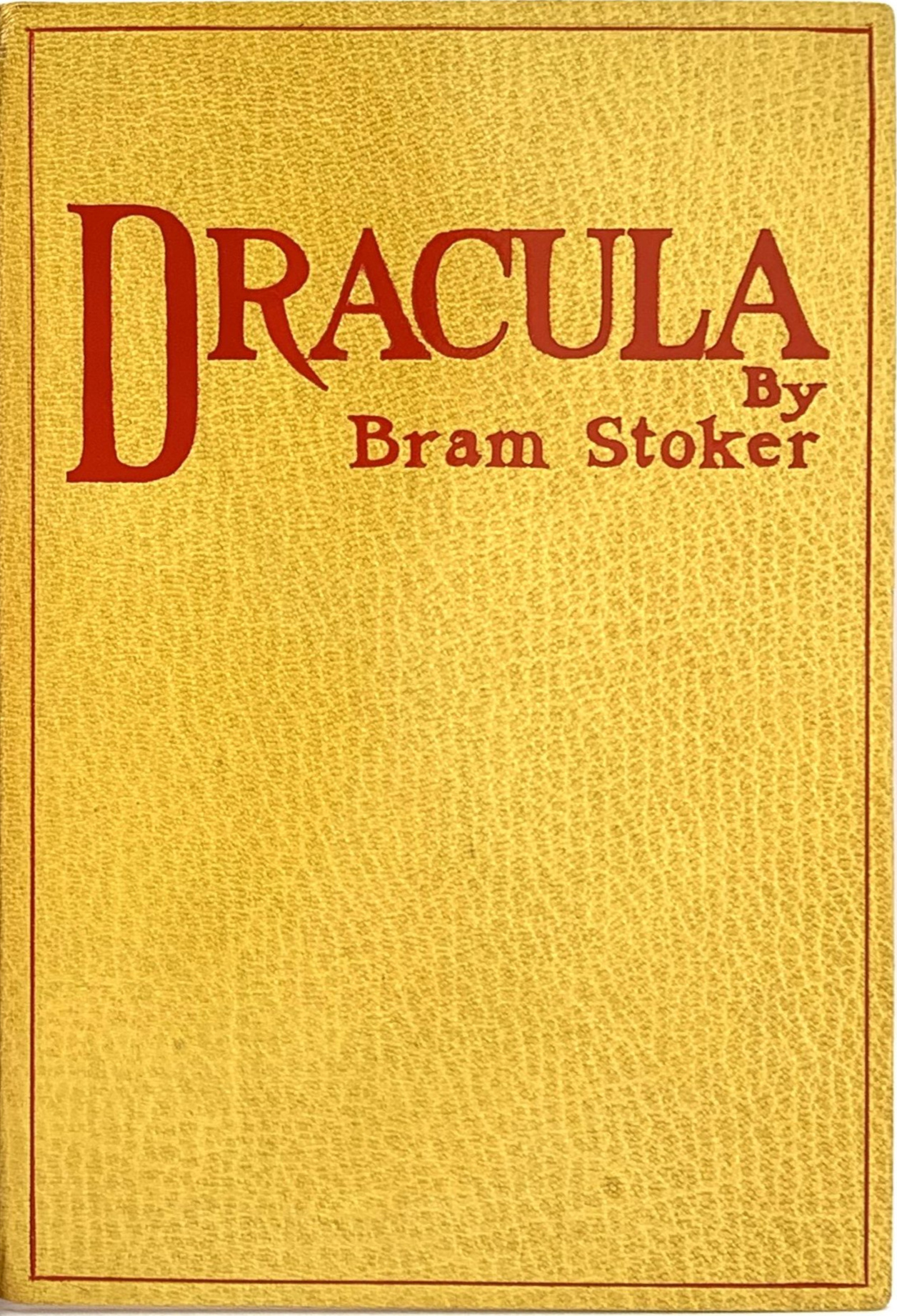
드라큘라 초판의 표지.

《드라큘라》(Dracula)는 아일랜드의 작가 브램 스토커가 쓴 1897년작 소설로, 흡혈귀인 드라큘라 백작이 주인공이다.

## 개요 및 특색
드라큘라는 어디까지나 소설 속에만 등장하는 상상의 인물이지만, 실제로 봤다고 주장하는 사람들도 많다. 본 작품이 매우 유명해졌기 때문에, 오늘날에는 드라큘라와 흡혈귀를 동일시하는 사람이 많다. 그러나 드라큘라는 흡혈귀와는 전혀 다른 존재로써 흡혈귀가 사람 성별을 가리지 않는 반면 드라큘라는 오직 여자의 피만 빨아 먹는다.
드라큘라의 모델은 15세기 루마니아 트란실바니아 지방 출신의 왈라키아 공 블라드 체페슈로 알려져 있지만, 둘 사이의 공통점이라고는 블라드의 별명인 드라큘라와 출신지가 오늘날의 루마니아라는 점 뿐이다. 예를 들면 블라드는 왈라키아인이며 공작이지만, 이 소설에 등장하는 드라큘라는 트란실바니아의 제켈리 민족으로 작위는 백작이다. 또한 드라큘라 백작은 자신을 블라드라고 자칭하지도 않으며, 자신의 과거사를 말할 때도 블라드 공을 연상시키는 일화는 전혀 없다. 브램 스토커는 43살 때, 중앙유럽의 역사와 민간전승에 해박했던 헝가리의 부다페스트 대학교의 동양어과 교수 아르미니우스 밤베리를 만났고, 그에게서 블라드 공에 대한 이야기를 전해들은 후, 드라큘라라는 블라드 공의 이국적인 별명에 끌려 드라큘라 백작이라는 캐릭터를 창조해낸 것이었다. 아마도 스토커는 블라드 공의 이름과 그와 관련된 간단한 일화 이외는 거의 알지 못했을 것으로 여겨진다.
오히려 소설 드라큘라는 아일랜드의 흡혈귀 전설 그리고 드라큘라 이전에 쓰여진 같은 흡혈귀 작품인 《카밀라》(1872년)의 영향을 강하게 받았다고 볼 수 있다. 실제로, 드라큘라의 초판의 무대는 트란실바니아가 아닌 카밀라와 같은 오스트리아였다. 아름다운 외모나 귀족다운 품위, 낮에는 관에서 자는 버릇 등도 카밀라와 유사한 요소로 이후의 흡혈귀 관련 작품에 사용되었다.
나중에 1931년 개봉한 토드 브라우닝의 드라큘라를 시작으로, 드라큘라 관련 영화가 수십 편 제작되던 중에 어느새 블라드 공을 연상케 하는 설정이 덧붙여지면서, 블라드 체페쉬=드라큘라가 정착한 것으로 여겨진다. 올백의 헤어스타일, 검은 망토 등 대중적으로 알려진 드라큘라의 외관적 이미지도 이 영화의 영향력이다.
이 소설이 루마니아어로 번역된 시기는 1989년 공산주의 정권이 끝난 후인 1990년이며, 그 때까지 루마니아에서 드라큘라 백작은 무명의 존재였다. 트란실바니아 현지에서도 흡혈귀 전설은 없다. 블라드 공과 관련해, 흡혈귀와 유사한 기록이나 전설, 전승은 전무하다. 각종 영화에서는 드라큘라의 모델인 블라드 공이 트란실바니아에 살았던 것으로 나오나 실제로는 왈라키아 지방에 성을 두고 살았으며 트란실바니아지역에서 살았던 적은 없다고 한다. 블라드 공의 성은 대부분 허물어져 흔적만 남아있을 뿐인데 루마니아에 현존하고 있는 브란 성이 블라드 공의 성으로 잘못 알려져있다. 하지만 브란 성은 블라드 공의 성과 거의 같은 구조라고 한다.
드라큘라의 모델이 블라드 공이라는 사실에 대해, 현지에서는 두 가지 상반된 입장을 보이고 있다. 관광에 이용할 수 있다고 좋아하는 이들도 있는 반면, 조국의 영웅을 괴물 취급하는 것에 대해 불쾌해하는 이들도 있다.

## 흡혈귀 드라큘라

### 플롯
새로운 사냥감을 찾기 위해 은밀히 영국에 잠입한 드라큘라 백작과, 그의 존재를 눈치채고 퇴치하려고 하는 반 헬싱 교수와 그의 동료들의 싸움을 그리고 있다. 본작품은 통상적인 소설과는 달리, 모두 일기나 편지, 전보, 신문기사 등에 의한 기술로 구성되어 있다. 담담한 기술로 서서히 공포를 북돋어가는 고딕 호러의 전형이지만, 오늘날의 감성에는 종반부는 수수하고 어이없다는 평가를 받는다.

### 등장인물
드라큘라 백작
트란실바니아의 카르파티아산맥에 기거하는 유서 깊은 가문 출신의 귀족.
그가 호킨즈에게 런던의 카팩스 저택을 사고 싶다고 의뢰하면서 이야기가 시작된다.
조너선 하커
호킨즈의 대리로서 카팩스 저택의 매입을 의뢰받은 신인 변리사.
드라큘라 성에 갇혀 있었으나 극적으로 탈출한다.
미나 하커
조너선 하커의 약혼녀.
이야기 후반에 백작에 습격당하나, 그것을 역으로 이용해 반대로 백작을 추적한다.
루시 웨스턴라
미나의 친구.
몽유병 환자이며, 그 때문에 백작에게 피를 빨려 흡혈귀가 되고 만다.
에이브러햄 반 헬싱 교수
잭 수어드의 은사. 루시의 치료를 부탁받은 암스테르담 대학교의 명예 교수.
루시가 쇠약해진 원인이 흡혈귀 때문이라는 사실을 눈치채고, 대책을 마련한다.
아서 홈우드(고덜밍 경)
루시의 약혼자로 남작. 수어드, 모리스와는 친구.
잭 수어드
카팩스 저택 부근의 정신병원의 원장의사. 루시에게 구혼한 남자 중 한 명.
갑작스레 발병한 루시를 이상하게 여겨 은사인 반 헬싱 교수에게 도움을 요청한다.
퀸시 모리스
미국 텍사스주의 대지주. 루시에게 구혼한 남자 중 한 명.
렌필드
세워드가 맡고 있는 정신병원의 환자. 다른 동물(파리, 거미, 새 등)을 먹는 기괴한 식습관을 가지고 있다.

## 영화
- 드라큘라
- 드라큘라 2000
- 드라큘라: 전설의 시작
- 반 헬싱
- 블레이드 1,2,3
- 몬스터호텔 1,2

## 관련 작품
2005년 드라큘라에 영향을 받은 소설《히스토리언》이 출간되어 베스트셀러에 올랐다. 후속작으로 《드라큘라의 부활》도 출간되었다. 만화 "헬싱"도 이 작품의 영향을 받아 만들어졌다. 2004년에 개봉한 영화 <반헬싱> 또한 이 작품을 롤모델로 소설 속 반셀싱 교수와 드라큘라 백작의 싸움을 새롭게 각색한 작품이다.
2013년 미국에서 이 작품을 재해석해 드라마 《드라큘라》가 만들어졌다. 조너선 리스 마이어스와 제시카 디가우가 주연을 맡았다. 2014년 뮤지컬 <지킬 앤 하이드>로 유명한 작곡가 프랭크 와일드혼이 참여한 뮤지컬 <드라큘라>의 첫 라이선스 공연이 예술의전당 오페라극장에서 상연 되었다.
2020년 영국 BBC 원 채널과 넷플릭스에서 드라마 《드라큘라》가 방송되었다. 마크 게이티스와 스티븐 모펏이 제작하였고 클레스 방이 주인공 드라큘라 백작을 연기했다.